# Алсунзький край
А́лсунзький кра́й (латис. Alsungas novads) — адміністративно-територіальна одиниця Латвійської Республіки. Розташований у західній частині країни, в історичному регіоні Курляндія. Адміністративний центр — Алсунга. Створений 2009 року. Площа — 190 км². Населення — 1470 осіб (2011). 

## Історія
Край створений 2009 року в ході адміністративно-територіальної реформи з частини Кулдизького району.

## Адміністративний поділ
Алсунзький край не має поділу на адміністративно-територіальні одиниці волосного рівня.

## Населення
Національний склад краю за результатами перепису населення Латвії 2011 року.
| Національність | К-сть | %        |
| -------------- | ----- | -------- |
| Латиші         | 1409  | 95,85 %  |
| Росіяни        | 19    | 1,29 %   |
| Білоруси       | 7     | 0,48 %   |
| Українці       | 6     | 0,41 %   |
| Поляки         | 3     | 0,20 %   |
| Литовці        | 17    | 1,16 %   |
| Інші           | 9     | 0,61 %   |
| Загалом        | 1470  | 100,00 % |